# كرشنكامبف
سياسات النازيين المناهضة لدين أو Kirchenkampf (تُلفظ بالألمانية: [ˈkɪʁçn̩kampf]، «صراع الكنيسة») هو مصطلح ألماني يتعلق بحالة الكنائس المسيحية في ألمانيا خلال الفترة النازية (1933-1945). يستخدم المصطلح أحيانًا بشكل غامض، وقد يشير المصطلح إلى واحد أو أكثر من «صراعات الكنيسة» المختلفة التالية:
1. النزاع الداخلي بين المسيحيين الألمان (Deutsche Christen) وكنيسة الاعتراف (Bekennende Kirche) على السيطرة على الكنائس البروتستانتية؛
2. المعركة بين النظام النازي وهيئات الكنيسة البروتستانتية  [لغات أخرى]‏؛ و
3. المعركة بين النظام النازي والكنيسة الكاثوليكية الرومانية.

عندما تولى النازيون السلطة في عام 1933، كان 95.2٪ من الألمان مسيحيين، 62.7٪ منهم بروتستانت و32.5٪ كاثوليك. يرى العديد من المؤرخين أن هدف هتلر في Kirchenkampf لا يستلزم الكفاح الأيديولوجي فحسب، بل القضاء على الكنائس في نهاية المطاف.  حافظ مؤرخون آخرون على عدم وجود مثل هذه الخطة. اختفى كل من جيش الخلاص، والقديسين المسيحيين وبرودرهوف، وكنيسة الأدفنتست السبتيين في ألمانيا خلال العهد النازي.
كانت الأيديولوجية النازية معادية للمسيحية التقليدية من نواح مختلفة، ورأى الحزب النازي أن نضال الكنيسة ساحة معركة إيديولوجية مهمة. كتب سيرة هتلر إيان كيرشو عن الصراع من حيث الصراع المستمر والمتصاعد بين الدولة النازية والكنائس المسيحية. كتبت المؤرخة سوزانا هيشل أن Kirchenkampf تشير فقط إلى نزاع داخلي بين أعضاء الكنيسة المعترف بها وأعضاء «المسيحيين الألمان» المدعومين من النازيين  للسيطرة على الكنيسة البروتستانتية.  كتب بيير أيكوبيري أن عبارة كيرشنكامب بالنسبة للكاثوليك كانت تذكرنا بفترة كولتوركامب في زمن أوتو فون بسمارك.   - الحملة التي سعت لتدمير تأثير الكاثوليكية في الأغلبية الألمانية البروتستانتية.

## خلفية

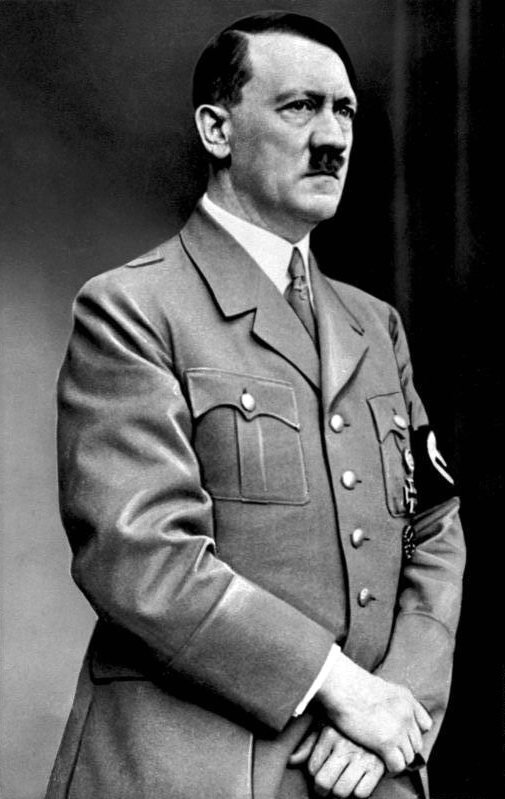
حكم الديكتاتور النازي أدولف هتلر ألمانيا لفترة «صراع الكنيسة».

## خمس مراحل
يمكن تقسيم Kirchenkampf إلى خمس مراحل. 

### الأول (الربيع إلى الخريف 1933)

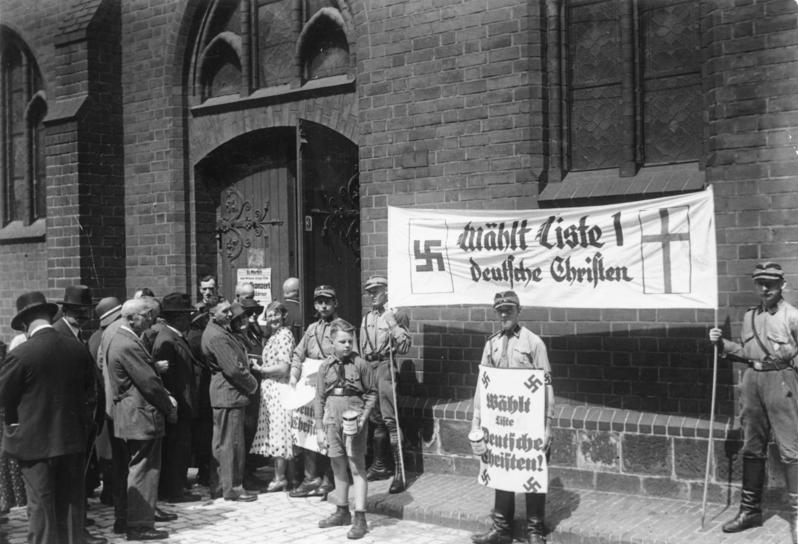
كتيبة العاصفة تحمل دعاية دويتشه كريستن خلال انتخابات مجلس الكنيسة في 23 يوليو 1933 في كنيسة القديسة ماري، برلين

- يبذل هتلر جهودًا لاستيعاب الكنائس في ثقافة الاشتراكية القومية.
- تحرك هتلر للقضاء على الكاثوليكية السياسية: حل الأحزاب السياسية الكاثوليكية المتحالفة وتوقيع الرايشكونكوردات مع الفاتيكان. اضطهاد متقطع للكاثوليك. [بحاجة لتوضيح]
- استعدادًا لإنشاء مجلس واحد موحد للرايشكيرتش من 28 كنيسة بروتستانتية إقليمية: قام هتلر بتثبيت قسيس مؤيد للنازية لودفيج مولر في منصب رايش بيشوب؛ فرع البروتستانت الألمانية.

### الثانية (خريف 1933 إلى خريف 1934)
- محاولات النظام لإخضاع الكنائس لسيطرة الدولة النازية (Gleichschaltung).
- تبدأ الانتهاكات النازية للكونكورد فور التوقيع: تم إصدار قانون التعقيم، وحل اتحادات الشباب الكاثوليكي؛ تعرض رجال الدين والراهبات والقادة العلمانيين للمضايقة. [9]
- وجهات النظر الهرطقة لرايش بيشوب والمسيحيين الألمان، تقود مارتن نيمولر إلى تأسيس رابطة طوارئ القساوسة التي تنمو لتصبح كنيسة اعتراف، تعيد تأكيد سلطة الكتاب المقدس ويعارض منه بعض رجال الدين النظام. [10]

### الثالث (خريف 1934 إلى فبراير 1937)
- يحاول النظام وضع الكنائس البروتستانتية تحت سيطرته من خلال تولي مسؤولية الشؤون المالية للكنائس وهياكل الحكم.
- فشل مولر في توحيد البروتستانت في الكنيسة النازية نظر هتلر في تعيين هانز كيرل وزيراً لشؤون الكنيسة.
- 1936، قام النازيون بإزالة الصلبان في المدارس. أسقف مونستر الكاثوليك، كليمنس فون جالين، تتابع الاحتجاجات والمظاهرات العامة. [11]
- 1936   - اعتراف الكنيسة بالاحتجاج على هتلر ضد معاداة السامية، واتجاهات «معاداة المسيحية» للنظام، والتدخل في شؤون الكنيسة. [9] اعتقال مئات القساوسة، ومصادرة أموال الكنيسة، والمجموعات المحظورة. [9]

### الرابع (فبراير 1937 إلى 1939)
- صراع أكثر انفتاحًا قائم على «النازية نفسها ووجهات نظرها المعادية للمسيحية». النظام يزيد من عمليات اعتقال رجال الدين المقاومين.
- مسيرة 1937: أصدر البابا بيوس الحادي عشر Mit brennender Sorge منشوراً، شجب فيه جوانب الإيديولوجية النازية، واحتج على انتهاكات النظام للكونكورد ومعاملة الكاثوليك، وانتهاك حقوق الإنسان. [11]
- يستجيب النظام بتكثيف صراعه ضد الكنيسة. [10] وجهت «محاكمات الفجور» ضد رجال الدين والدعاية المعادية للكنيسة. [10] عيد الميلاد عام 1937، يقول البابا الكرادلة «نادراً ما كان هناك اضطهاد خطير للغاية» [12]
- 1 يوليو 1937، اعتراف بحظر الكنيسة. اعتقل مارتن نيمولر. [13] الجامعات اللاهوتية مغلقة، واعتقل القساوسة واللاهوتيين. [14]

### المرحلة الخامسة (1939 إلى 1945)
- تم سجن المزيد من رجال الدين   - ثكنات رجال الدين التي أنشئت في داكاو.
- يوليو-أغسطس 1941   - عظات الكاردينال كليمنس أوغست غراف فون جالين تندد بانعدام القانون في غيستابو ومصادرة ممتلكات الكنيسة والقتل الرحيم النازي. [15]
- تم تجنيد رجال الدين في الجيش
- كانت منشورات الكنيسة خاضعة للرقابة أو محظورة
- الخدمات والوظائف مقيدة أو محظورة
- 22 مارس 1942، أصدر الأساقفة الكاثوليك الألمان خطابًا عن «الكفاح ضد المسيحية والكنيسة»: [16]
- مستوحاة من الكاردينال كليمنس أوغست غراف فون جالين، تصبح مجموعة وايت روز نشطة في عام 1942؛ يتم القبض على أعضاء المجموعة من قبل الغيستابو وتم إعدامهم في عام 1943. [17]
- يحفز الاعتداء النازي على الكنائس و «الضمير المسيحي» العديد من المشاركين في مؤامرة يوليو في انقلاب عام 1944 ضد هتلر. [16] تورطت مقاومات دينية رائدة ديتريش بونهوفر وألفريد ديلب. كلاهما أعدم في عام 1945.

## الاضطهاد النازي للكنائس المسيحية

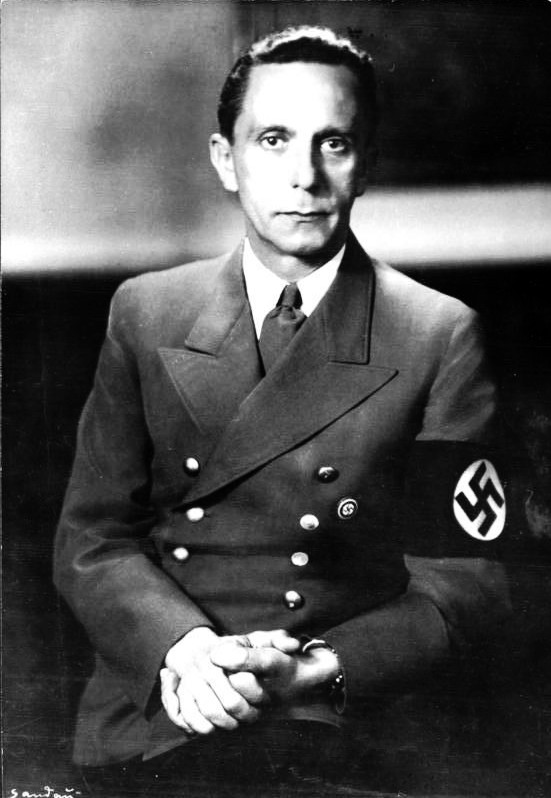
كتب وزير الدعاية النازي، جوزيف غوبلز، من بين النازيين الأكثر عدوانية للكنيسة، أن هناك «معارضة غير قابلة للذوبان بين النظرة المسيحية والعالمية البطولية».

قبل تصويت الرايخستاغ على قانون التمكين الذي بموجبه حصل هتلر على السلطات الديكتاتورية «المؤقتة» التي واصل فيها تفكيك جمهورية فايمار بشكل دائم، وعد هتلر الرايخستاغ في 23 مارس 1933، بأنه لن يتدخل في حقوق الكنائس. ومع ذلك كسر هتلر هذا الوعد بسرعة. [35] قام بتقسيم الكنيسة اللوثرية (المذهب البروتستانتي الرئيسي في ألمانيا) وحرض على اضطهاد شهود يهوه بوحشية.  شوه كونكوردات وقعت مع الفاتيكان وسمحت باضطهاد الكنيسة الكاثوليكية في ألمانيا. [37] تم إنشاء ثكنات خاصة للكهنة في معسكر الاعتقال داكاو لرجال الدين الذين عارضوا نظام هتلر   - شاغلوها كانوا رجال دين كاثوليك بولنديين.

### الحواشي
1. ↑  "Bevölkerung nach Religionszugehörigkeit (1910–1939)" (PDF). Band 6. Die Weimarer Republik 1918/19–1933. Deutsche Geschichte in Dokumenten und Bildern (بالألمانية). Deutschen Historischen Instituts. Archived from the original (PDF) on 2017-08-14.
2. ↑  Sharkey، Joe (13 يناير 2002). "Word for Word/The Case Against the Nazis; How Hitler's Forces Planned To Destroy German Christianity". The New York Times. مؤرشف من الأصل في 2009-03-04. اطلع عليه بتاريخ 2019-01-03.
3. ↑  The Nazi Master Plan: The Persecution of the Christian Churches نسخة محفوظة September 26, 2013, على موقع واي باك مشين., Rutgers Journal of Law and Religion, Winter 2001, publishing evidence compiled by the O.S.S. for the Nuremberg war-crimes trials of 1945 and 1946
4. ↑  
Dutton 2007, p. 41
Heschel 2008, p. 23
Snyder 1981, p. 249
Steigmann-Gall 2003, p. 260.
5. ↑  "Changing Life for the German People". GCSE Bitesize. Germany in Transition, c. 1929–1947. BBC. مؤرشف من الأصل في 2015-02-18. اطلع عليه بتاريخ 2014-07-13.
6. ↑  Stackelberg 2007.
7. ↑  Heschel 1994.
8. ↑  Lueker, Poellot & Jackson 2000.
9. 1 2 3  Shirer 1960.
10. 1 2 3 4  Kershaw 2008.
11. 1 2  Gill 1994.
12. ↑  The Nazi War Against the Catholic Church 1942.
13. ↑  "Martin Niemöller" 2018.
14. ↑  Berben 1975.
15. ↑  "Blessed Clemens August, Graf von Galen" 2018.
16. 1 2  Fest 1996.
17. ↑  Ayllón 2016.
18. ↑  Blainey 2011.